# Pablo Franco
 (mars 2015).
Si vous disposez d'ouvrages ou d'articles de référence ou si vous connaissez des sites web de qualité traitant du thème abordé ici, merci de compléter l'article en donnant les références utiles à sa vérifiabilité et en les liant à la section « Notes et références ».
Pablo Franco Martín, né le 11 juin 1980 à Madrid (Espagne), est un entraîneur de football espagnol. Le 23 juin 2025 il est nommé entraîneur de l'équipe Maghreb de Fès.

## Biographie
Né à Madrid, Pablo Franco est d'abord assistant au Coria CF et Fuenlabrada CF. Il commence à entraîner en 2010 au CD Santa Eugenia. Le 27 janvier 2012, il retourne à Fuenlabrada comme préparateur physique. 
Le 5 juillet 2012, il est nommé entraîneur du CD Illescas en troisième division espagnole. La saison suivante, il entraîne le CD Puertollano, également en D3. Il mène le club à la première place de son groupe.
Le 28 juillet 2014, Pablo Franco devient entraîneur de l'équipe réserve du Getafe CF (club de Division 1). Le 26 février 2015, à la suite de la démission de Quique Sánchez Flores, il est nommé entraîneur intérimaire. Le 11 mars, il est confirmé à ce poste jusqu'à la fin de la saison assisté par Javier Casquero. Le 1er juin 2015, ce poste lui est retiré. Il est remplacé par Fran Escribá.
De mars à octobre 2016, il entraine le club géorgien du FC Saburtalo Tbilissi.